# Hazme reír
Hazme reír fue un programa de televisión chilena, emitido por Chilevisión, que se estrenó el 6 de enero de 2013, obteniendo 14,2 puntos de audiencia.
El concurso de humor tenía dos grandes momentos, en donde los domingos los participantes se enfrentan en duelos donde los ganadores pasan a la ronda siguiente, y los perdedores de cada ronda  quedan eliminados. Los ganadores de los duelos de los días lunes, presentan sus rutinas y finalmente el público decide quien es el ganador. Por cada programa ganado los triunfadores obtienen inmunidad para el programa siguiente.

## Ediciones
| Edición                | Ganador         | Subcampeón      | Tercero    | Cuarto   | Quinto      | Sexto          |
| ---------------------- | --------------- | --------------- | ---------- | -------- | ----------- | -------------- |
| Primera edición (2013) | Fusión Humor    | Locos del Humor | PayaHop    | Murdock  | Impact Show | Risas.com      |
| Segunda edición (2013) | Locos del Humor | Nancho Parra    | Memo Bunke | Rudy Rey | Zip Zup     | Paulo Iglesias |

## Hazme reír 1 (2013)
- 6 de enero de 2013 a 19 de febrero de 2013

Chilevisión pone en marcha la primera edición de este programa de humor. Un grupo de 15 humoristas consagrados compiten semana a semana para no ser eliminados y poder ganar el programa siendo el presentador de esta edición Antonio Vodanovic.

### Participantes
| Humorista        | Estado                | Sent. | Lugar |
| ---------------- | --------------------- | ----- | ----- |
| Fusión Humor     | Ganadores             | —     | #1    |
| Locos del Humor  | Finalistas Eliminados | 1     | #2    |
| PayaHop          | Finalistas Eliminados | —     | #3    |
| Murdock          | Finalista Eliminado   | —     | #4    |
| Impact Show      | Finalistas Eliminados | 1     | #5    |
| Risas.com        | Finalistas Eliminados | 2     | #6    |
| Johan Pérez      | 9.° Eliminado         | 2     | #7    |
| Paulo Iglesias   | 8.° Eliminado         | 3     | #8    |
| Dany Humor       | 7.° Eliminado         | 1     | #9    |
| Óscar Gangas     | 6.° Eliminado         | 3     | #10   |
| Estela de la Luz | 5.ª Eliminada         | 3     | #11   |
| Claudio Olate    | 4.° Eliminado         | 2     | #12   |
| Claudia Candia   | 3.ª Eliminada         | 3     | #13   |
| Cony Dacardill   | 2.ª Eliminada         | 2     | #14   |
| Enzo Corsi       | 1.er Eliminado        | 1     | #15   |

### Participantes en competencias anteriores
| Fusión Humor     | El rey del show 2012                  | 2012           | 3.° Lugar                    |
| PayaHop          | Coliseo Romano 1 Coliseo: La revancha | 2011—2012 2012 | Desconocido 4.° Eliminados   |
| Murdock          | El rey del show 2012                  | 2012           | 2.° Lugar                    |
| Impact Show      | Talento chileno II                    | 2011           | Eliminados                   |
| Johan Pérez      | Coliseo: La revancha                  | 2012           | 3.° Eliminado                |
| Paulo Iglesias   | Expedición Robinson, la isla VIP      | 2006           | 8.° Eliminado                |
| Dany Humor       | Coliseo: La revancha                  | 2012           | Semifinalista Eliminado      |
| Estela de la Luz | El rey del show 2012                  | 2012           | Finalista Eliminada          |
| Claudio Olate    | Mi nombre es... 2011                  | 2011           | Finalista Eliminado          |
| Claudia Candia   | Talento chileno I                     | 2010           | Finalista Eliminada          |
| Enzo Corsi       | 40 o 20 FDB V                         | 2011 2012      | 19.° Eliminado 3.° Eliminado |

### Tabla resumen
| 1  | Fusión Humor    | Ganadores | Inmunes   | Salvados  | Ganadores | Inmunes   | Salvados  | Salvados  | Salvados | Salvados  | Ganadores  |  |  |  |  |  |  |  |  |  |  |  |  |  |  |  |  |  |  |  |
| 2  | Locos del Humor | No estaba | No estaba | No estaba | No estaba | Nominados | Salvados  | Salvados  | Salvados | Salvados  | Finalistas |  |  |  |  |  |  |  |  |  |  |  |  |  |  |  |  |  |  |  |
| 3  | PayaHop         | No estaba | No estaba | No estaba | No estaba | Salvados  | Salvados  | Salvados  | Salvados | Salvados  | Finalistas |  |  |  |  |  |  |  |  |  |  |  |  |  |  |  |  |  |  |  |
| 4  | Murdock         | Salvado   | Ganador   | Ganador   | Inmune    | Ganador   | Inmune    | Salvado   | Salvado  | Salvado   | Finalista  |  |  |  |  |  |  |  |  |  |  |  |  |  |  |  |  |  |  |  |
| 5  | Impact Show     | Nominados | Salvados  | Salvados  | Salvados  | Salvados  | Salvados  | Salvados  | Salvados | Salvados  | Finalistas |  |  |  |  |  |  |  |  |  |  |  |  |  |  |  |  |  |  |  |
| 6  | Risas.com       | Nominados | Salvados  | Salvados  | Salvados  | Nominados | Salvados  | Salvados  | Salvados | Salvados  | Finalistas |  |  |  |  |  |  |  |  |  |  |  |  |  |  |  |  |  |  |  |
| 7  | Johan           | Salvado   | Salvado   | Salvado   | Nominado  | Nominado  | Salvado   | Salvado   | Salvado  | Eliminado |            |  |  |  |  |  |  |  |  |  |  |  |  |  |  |  |  |  |  |  |
| 8  | Paulo           | Nominado  | Salvado   | Salvado   | Nominado  | Salvado   | Salvado   | Eliminado |          |           |            |  |  |  |  |  |  |  |  |  |  |  |  |  |  |  |  |  |  |  |
| 9  | Danny Humor     | No estaba | No estaba | No estaba | No estaba | Salvado   | Eliminado |           |          |           |            |  |  |  |  |  |  |  |  |  |  |  |  |  |  |  |  |  |  |  |
| 10 | Óscar           | Salvado   | Nominado  | Salvado   | Salvado   | Nominado  | Eliminado |           |          |           |            |  |  |  |  |  |  |  |  |  |  |  |  |  |  |  |  |  |  |  |
| 11 | Estela          | Salvada   | Nominada  | Salvada   | Nominada  | Eliminada |           |           |          |           |            |  |  |  |  |  |  |  |  |  |  |  |  |  |  |  |  |  |  |  |
| 12 | Claudio         | Salvado   | Nominado  | Salvado   | Eliminado |           |           |           |          |           |            |  |  |  |  |  |  |  |  |  |  |  |  |  |  |  |  |  |  |  |
| 13 | Claudia         | Nominada  | Nominada  | Eliminada |           |           |           |           |          |           |            |  |  |  |  |  |  |  |  |  |  |  |  |  |  |  |  |  |  |  |
| 14 | Cony †          | Nominada  | Eliminada |           |           |           |           |           |          |           |            |  |  |  |  |  |  |  |  |  |  |  |  |  |  |  |  |  |  |  |
| 15 | Enzo            | Eliminado |           |           |           |           |           |           |          |           |            |  |  |  |  |  |  |  |  |  |  |  |  |  |  |  |  |  |  |  |

     El concursante fue el ganador del duelo y de la semana.
     El concursante ganó el duelo.
     El concursante es salvado por el público (SMS).
     El concursante es salvado por el público (Estudio).
     Inmune de la semana.
     El concursante perdió el duelo y fue sentenciado.
      El concursante se encontraba sentenciado y fue eliminado de la competencia.
      El concursante es eliminado por el público antes de la final.
      El concursante es finalista eliminado.
     Ganador(es) de Hazme reír 1.

## Hazme reír 2 (2013)
- 4 de marzo de 2013 a 9 de abril de 2013.

Tras el gran éxito de la primera edición Chilevisión estrenó la segunda edición de Hazme reír en el mes de marzo, con nuevos humoristas dispuestos a sorprender con sus rutinas semana a semana para así poder ganar el programa.

### Participantes
| Humorista       | Estado              | Lugar |
| --------------- | ------------------- | ----- |
| Locos del Humor | Ganadores           | #1    |
| Nancho Parra    | Finalista Eliminado | #2    |
| Memo Bunke      | Finalista Eliminado | #3    |
| Rudy Rey        | Finalista Eliminado | #4    |
| Zip Zup         | Finalista Eliminado | #5    |
| Paulo Iglesias  | Finalista Eliminado | #6    |
| Jajá Calderón   | Semifinalista       | #7    |
| Charola Pizarro | Semifinalista       | #8    |
| Gigi Martin     | Abandona            | #9    |
| Mauricio Flores | Abandona            | #10   |

### Tabla resumen
| Rank | Humorista       | Semana    | Semana  | Semana  | Semana    | Semana    | Semana    | Semana    |
| Rank | Humorista       | 1         | 2       | 3       | 4         | 5         | SF        | F         |
| ---- | --------------- | --------- | ------- | ------- | --------- | --------- | --------- | --------- |
| 1    | Locos del Humor | Ganadores | Gana    | Salvado | Ganadores | Ganadores | Salvados  | Ganadores |
| 2    | Nancho          | Gana      | Gana    | Salvado | Gana      | Gana      | Salvado   | Finalista |
| 3    | Memo Bunke      | Salvado   | Salvado | Gana    | Salvado   | Salvado   | Salvado   | Finalista |
| 4    | Rudy Rey        | Gana      | Gana    | Salvado | Gana      | Gana      | Salvado   | Finalista |
| 5    | Zip Zup         | Salvado   | Salvado | Gana    | Salvado   | Salvado   | Salvado   | Finalista |
| 6    | Paulo           | Salvado   | Salvado | Gana    | Salvado   | Salvado   | Salvado   | Finalista |
| 7    | Jajá Calderón   | Gana      | Ganador | Salvado | Gana      | Gana      | Eliminado |           |
| 8    | Charola         | Salvado   | Salvado | Gana    | Salvado   | Salvado   | Eliminado |           |
| 9    | Gigi            | Gana      | Gana    | Salvado | Gana      | Gana      | Abandona  |           |
| 10   | Mauricio        | Salvado   | Salvado | Ganador | Salvado   | Salvado   | Abandona  |           |

     El participante gana junto a su equipo la semana y es salvado.
     El participante pierde junto a su equipo la semana, pero no es nominado.
     El participante es el ganador del capítulo.
     El participante clasifica a la gran final.
     El participante es eliminado es la semifinal.
     El participante abandona la competencia.
      El concursante es finalista eliminado.
     Ganador(es) de Hazme reír 2.

## Audiencia media por ediciones
| Edición             | Capítulos | Cadena      | Espectadores | Rating Promedio | Share |
| ------------------- | --------- | ----------- | ------------ | --------------- | ----- |
| Hazme Reír 1 (2013) | 14        | Chilevisión | 786.000      | 13.1            | 7.0%  |
| Hazme Reír 2 (2013) | 12        | Chilevisión | 738.000      | 12.3            | 6.1%  |